# امیرحسین اکبری

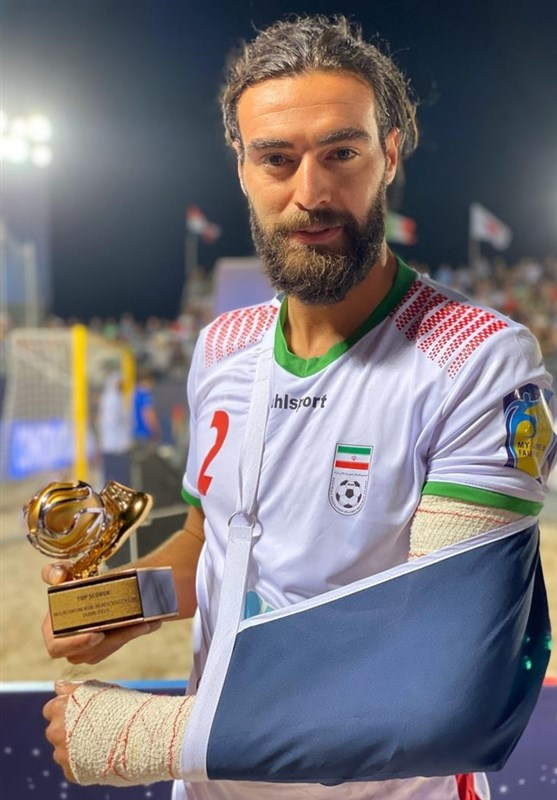
نگارهٔ امیرحسین اکبری در جام قاره‌ای ۲۰۱۹ امارات

امیرحسین اکبری (زاده ۱۳۷۰-(پیربکران_فلاورجان_اصفهان) مدافع بازی می‌کند  ).
او با تیم فوتبال ساحلی سه بار قهرمان مسابقات جام بین قاره‌ای که در کشور امارات شده‌است.
همچنان در مسابقات بین قاره‌ای ۲۰۱۹ امارات با وجود مصدومیت عنوان آقای گلی را بدست آورد.او هم اکنون عضو تیم هیئت فوتبال اصفهان است و با دروازه بان ایرانی راستین اصغرزاده هم تیمی است.